# Google Podcasts
Chronologie des versions
Google Play Musique
Google Podcasts est une application de podcast développée par la société Google et publiée le 18 juin 2018 pour les appareils Android,.
En septembre 2018, la prise en charge de Google Cast a été ajoutée à Google Podcasts.
Lors de l'événement Google I/O de 2019, Google a annoncé une version Web de Google Podcasts pour iOS, Android et Windows. La version iOS a été lancée en mars 2020.
En novembre 2019, l'application a fait l'objet d'une refonte à l'aide du Material Design.
Le 12 mai 2020, Google annonce que les utilisateurs peuvent transférer leurs abonnements aux podcasts et leur historique vers Google Podcasts depuis le service Google Play Musique, dont la fermeture progressive a été annoncée en août 2020 pour cesser définitivement son activité en octobre de la même année pour migrer principalement vers YouTube Music,,,,.
Le 26 septembre 2023, Google annonce la fermeture de Google Podcasts, programmée pour 2024, et poursuivre sa transition vers la plateforme de streaming audio Youtube Music.
Le 24 juin 2024, Google Podcast n'est plus disponible pour l'ensemble des utilisateurs.